# Ленский угольный бассейн
Ленский угольный бассейн расположен в Республике Саха (Якутия) и частично в Красноярском крае. Основная часть его занимает Центральноякутскую низменность в бассейне р. Лены и её притоков (Алдана и Вилюя); на севере Ленский угольный бассейн протягивается вдоль побережья моря Лаптевых от устья р. Лены до Хатангского залива. Площадь около 750 000 км2. Общие геологические запасы до глубины 600 м — 1647 млрд т (1968). По геологическому строению территория Ленского угольного бассейна подразделяется на две части: западную, которая занимает Вилюйскую синеклизу Сибирской платформы, и восточную, входящую в краевую зону Верхояно-Чукотской складчатой области. Угли бурые и каменные.
Добыча производилась 2 шахтами («Сангарская» и значительно выработанная «Джебарики-Хайская») и 3 разрезами («Кангаласский», «Харбалахский», «Кировский»).
Сангарская шахта закрылась 1 августа 1998 года. На момент закрытия общие запасы шахты составляли 20 млн тонн угля. В 2000 году в шахте начался эндогенный пожар, горел уголь пластов «Сложный» и «Юбилейный». До 2005 года специально созданное предприятие по тушению пожара — ГУП «Сангарское горно-техническое предприятие» пыталось изолировать выходы пласта, но затем прекратилось финансирование, и вся работа по тушению пожара была приостановлена. К июню 2016 пожар еще не потушен.
Шахта «Джебарики-Хая» продолжает работы, входит в состав ХК «Якутуголь». В 2016 году на шахте реализуется переход на открытый способ добычи.